# Liste der Baudenkmale in Goslar - Beekstraße
In der Liste der Baudenkmale in Goslar - Beekstraße sind alle Baudenkmale in der Beekstraße der niedersächsischen Gemeinde Goslar aufgelistet. Die Quelle der Baudenkmale ist der Denkmalatlas Niedersachsen. Der Stand der Liste ist der 25. September 2022.

## Allgemein
In den Spalten befinden sich folgende Informationen:
- Lage: die Adresse des Baudenkmales und die geographischen Koordinaten. Kartenansicht, um Koordinaten zu setzen. In der Kartenansicht sind Baudenkmale ohne Koordinaten mit einem roten Marker dargestellt und können in der Karte gesetzt werden. Baudenkmale ohne Bild sind mit einem blauen Marker gekennzeichnet, Baudenkmale mit Bild mit einem grünen Marker.
- Bezeichnung: Bezeichnung des Baudenkmales
- Beschreibung: die Beschreibung des Baudenkmales. Unter § 3 Abs. 2 NDSchG werden Einzeldenkmale und unter § 3 Abs. 3 NDSchG Gruppen baulicher Anlagen und deren Bestandteile ausgewiesen.
- ID: die Objekt-ID des Baudenkmales
- Bild: ein Bild des Baudenkmales, ggf. zusätzlich mit einem Link zu weiteren Fotos des Baudenkmals im Medienarchiv Wikimedia Commons. Wenn man auf das Kamerasymbol klickt, können Fotos zu Baudenkmalen aus dieser Liste hochgeladen werden:

Zurück zur Hauptliste
| Lage                                        | Bezeichnung          | Beschreibung | ID       | Bild |
| ------------------------------------------- | -------------------- | --- | -------- | ---- |
| Beekstraße 51° 54′ 20″ N, 10° 25′ 19″ O     | Straßenraum          | | 36591281 |      |
| Beekstraße 2 51° 54′ 21″ N, 10° 25′ 20″ O   | Wohnhaus             | Zweigeschossiger Fachwerkbau mit Satteldach in Ziegeldeckung, traufständig. Fassade fachwerksichtig, mit schmalen Zwischengefachen. | 36516083 |      |
| Beekstraße 3 51° 54′ 21″ N, 10° 25′ 19″ O   | Wohnhaus             | Zweigeschossiger Fachwerkbau mit Satteldach in Ziegeldeckung, traufständig mit seitlichem Bauwich; rechter Gebäudeteil eines Doppelwohnhauses. Fassade fachwerksichtig, mit schmalen Zwischengefachen. | 36516111 |      |
| Beekstraße 3 51° 54′ 21″ N, 10° 25′ 19″ O   | Hinterhaus           | Zweigeschossiger Fachwerkbau mit Satteldach in Ziegeldeckung. Fassade fachwerksichtig, Giebelseite mit Verschalung. | 36588268 |      |
| Beekstraße 4 51° 54′ 20″ N, 10° 25′ 19″ O   | Wohnhaus             | Zweigeschossiger Fachwerkbau mit Satteldach in Ziegeldeckung, traufständig mit seitlichem Bauwich; linker Gebäudeteil eines Doppelwohnhauses. Fassade fachwerksichtig, mit schmalen Zwischengefachen. | 36541553 |      |
| Beekstraße 5 51° 54′ 20″ N, 10° 25′ 19″ O   | Wohnhaus             | Zweigeschossiges Gebäude mit Satteldach in Ziegeldeckung und Zwerchhaus an der Gebäudeecke, traufständig mit seitlichem Bauwich; rechter Gebäudeteil eines Doppelwohnhauses. Fassade verputzt, Giebelseite mit Schiefer verkleidet. | 36560431 |      |
| Beekstraße 5a 51° 54′ 20″ N, 10° 25′ 18″ O  | Wohnhaus             | Zweigeschossiges Gebäude mit Satteldach in Ziegeldeckung und Zwerchhaus an der Gebäudeecke, traufständig mit seitlichem Bauwich; linker Gebäudeteil eines Doppelwohnhauses. Fassade verputzt, Giebelseite mit Schiefer verkleidet. | 36560409 |      |
| Beekstraße 6 51° 54′ 20″ N, 10° 25′ 18″ O   | Wohnhaus             | Zweigeschossiger Fachwerkbau mit Satteldach in Ziegeldeckung und mittigem Zwerchhaus, traufständig mit seitlichem Bauwich; rechter Gebäudeteil eines Doppelwohnhauses. Fassade mit Holz verschalt. | 36560387 |      |
| Beekstraße 6 51° 54′ 20″ N, 10° 25′ 17″ O   | Hinterhaus           | Zweigeschossiger Fachwerkbau mit Pultdach in Ziegeldeckung. Fassade mit Holz verschalt. | 39673704 | BW   |
| Beekstraße 6a 51° 54′ 19″ N, 10° 25′ 18″ O  | Wohnhaus             | Zweigeschossiger Fachwerkbau mit Satteldach in Ziegeldeckung und mittigem Zwerchhaus, traufständig mit seitlichem Bauwich; linker Gebäudeteil eines Doppelwohnhauses. Fassade mit Holz verschalt. | 36560365 |      |
| Beekstraße 6a 51° 54′ 20″ N, 10° 25′ 17″ O  | Hinterhaus           | Eineinhalbgeschossiger Fachwerkbau mit Satteldach. Fassade mit Holz verschalt. | 39673658 |      |
| Beekstraße 7 51° 54′ 19″ N, 10° 25′ 17″ O   | Wohnhaus             | Zweigeschossiger Fachwerkbau mit Satteldach in Ziegeldeckung und Zwerchhaus an der nordöstlichen Gebäudeecke, traufständig mit seitlichem Bauwich. Fassade mit Holz verschalt. | 36560343 |      |
| Beekstraße 8 51° 54′ 19″ N, 10° 25′ 17″ O   | Wohnhaus             | Zweigeschossiger Fachwerkbau mit Satteldach in Ziegeldeckung, traufständig mit seitlichen Bauwichen. Fassade fachwerksichtig, Giebelseiten mit Schiefer verkleidet. | 36516140 |      |
| Beekstraße 9 51° 54′ 19″ N, 10° 25′ 17″ O   | Wohnhaus             | Zweigeschossiger Fachwerkbau mit Satteldach in Schieferdeckung, traufständig mit seitlichem Bauwich. Ursprünglich ein Gebäude mit dem Nachbarhaus Nr. 10: ehemalige Däle, 1952 zu Wohnzwecken ausgebaut. Fassade mit Schiefer verkleidet. | 36516168 |      |
| Beekstraße 10 51° 54′ 19″ N, 10° 25′ 16″ O  | Wohnhaus             | Zweigeschossiger Fachwerkbau mit Satteldach in Schieferdeckung, traufständig mit seitlichem Bauwich. Ursprünglich ein Gebäude mit dem Nachbarhaus Nr. 9, ehemaliger Wohnteil. Fassade fachwerksichtig, Dachbalken auf Knaggen mit Kerbschnittmustern, dazwischen Windbretter. | 36516199 |      |
| Beekstraße 10 51° 54′ 19″ N, 10° 25′ 16″ O  | Hinterhaus           | Zweigeschossiges Gebäude mit Satteldach in Ziegeldeckung. Fassade mit Holz verschalt, Giebeldreieck mit Ziegeln verkleidet. | 39753605 |      |
| Beekstraße 11 51° 54′ 19″ N, 10° 25′ 15″ O  | Wohnhaus             | Eingeschossiger Fachwerkbau mit Satteldach in Ziegeldeckung, frei stehend. Fassade fachwerksichtig, Giebeldreieck mit Holz verschalt. | 36560299 |      |
| Beekstraße 12 51° 54′ 19″ N, 10° 25′ 15″ O  | Wohnhaus             | Zweigeschossiger Fachwerkbau mit Satteldach in Ziegeldeckung, frei stehend an einer Gasse. Fassade fachwerksichtig, OG vorkragend auf Balkenköpfen und Knaggen mit Taustab- und Kerbschnittornamenten, Windbretter zwischen den Balkenköpfen. | 36560277 |      |
| Beekstraße 13 51° 54′ 18″ N, 10° 25′ 15″ O  | Bürgerhaus Mohts     | Bürgerhaus, erbaut gemäß Inschrift 1622 für Claus Mohts. Zweigeschossiger Fachwerkbau mit Satteldach in Schieferdeckung, traufständig. Fassade fachwerksichtig, im EG im rechten Gefach ehemaliger Türsturz mit Eselsrückenbogen erhalten, darüber Inschrift „Claus Mohts“. Oberstock stark vorkragend, Setzschwelle mit Inschrift und Datierung „1622“, Brüstungsbohlen mit Flachschnitzereien dekoriert, Füllungen der Stielenden mit Kerbschnittverzierungen. Unter der Traufe Knaggen und Schiffskehlen, Füllhölzer abgefast. | 36516231 |      |
| Beekstraße 14 51° 54′ 18″ N, 10° 25′ 15″ O  | Wohnhaus             | Zweigeschossiger Fachwerkbau mit Satteldach in Schieferdeckung, traufständig. Fassade fachwerksichtig, Oberstock weit auskragend auf langen Knaggen und horizontal profilierten Balkenköpfen, dazwischen Windbretter; Setzschwelle mit Trapezfries, Brüstungsgefache mit regelmäßigen Fußstreben. EG durch Umbau 1903 teilweise verändert. | 36516263 |      |
| Beekstraße 15 51° 54′ 18″ N, 10° 25′ 14″ O  | Wohnhaus             | Zweigeschossiger Fachwerkbau mit Satteldach in Schieferdeckung, traufständig. Fassade fachwerksichtig, EG auf hohem, verputztem Mauerwerkssockel; OG leicht vorkragend auf horizontal profilierten Balkenköpfen, dazwischen Schiffskehlen, Setzschwelle mit Rahmenprofil und eingelegtem Ornamentband, Brüstungsgefache mit regelmäßigen Fußstreben; Giebelseite mit Holz verschalt. | 36516294 |      |
| Beekstraße 15 51° 54′ 18″ N, 10° 25′ 14″ O  | Hinterhaus           | Eineinhalbgeschossiger Fachwerkbau mit Satteldach in Ziegeldeckung, frei stehend. Fassade fachwerksichtig. | 39673620 | BW   |
| Beekstraße 16 51° 54′ 18″ N, 10° 25′ 14″ O  | Wohnhaus             | Zweigeschossiger Fachwerkbau mit Satteldach in Schieferdeckung, traufständig. Fassade 1880 mit Schiefer verkleidet, 1931 Dach zu Wohnzwecken ausgebaut mit durchgehender Schleppgaube. | 36516325 |      |
| Beekstraße 16 51° 54′ 18″ N, 10° 25′ 13″ O  | Nebengebäude         | Eingeschossiger Fachwerkbau mit Pultdach in Ziegeldeckung. Fassade fachwerksichtig. | 36573561 | BW   |
| Beekstraße 17 51° 54′ 18″ N, 10° 25′ 13″ O  | Wohnhaus             | Zweigeschossiger Fachwerkbau mit Satteldach in Schieferdeckung, traufständig. Fassade fachwerksichtig, EG im späten 19. Jh. verändert; OG leicht vorkragend, Brüstungsgefache mit Buckelstreben; Giebelseite im OG und dem Giebeldreieck mit Schiefer verkleidet. | 36516356 |      |
| Beekstraße 17a 51° 54′ 17″ N, 10° 25′ 13″ O | Wohnhaus             | Wohnhaus, errichtet 1878 für den Schuhmachermeister Christian Mahn. Zweigeschossiger Fachwerkbau mit Satteldach in Ziegeldeckung, traufständiges Eckhaus. Fassade fachwerksichtig, mit schmalen Zwischengefachen; Giebelseite mit Schiefer verkleidet. | 36516383 |      |
| Beekstraße 18 51° 54′ 17″ N, 10° 25′ 14″ O  | Wohnhaus             | Zweigeschossiger Fachwerkbau mit Satteldach in Schieferdeckung, traufständig. Fassade fachwerksichtig, Setzschwelle im OG mit Kerbschnitten, Brüstungsgefache mit Buckelstreben; ehemalige Ladeluke zugesetzt. Inschrift über dem Hauseingang mit Datierung „1687“. | 36516411 |      |
| Beekstraße 19 51° 54′ 17″ N, 10° 25′ 14″ O  | Bürgerhaus Marckwort | Dreigeschossiger Fachwerkbau mit Satteldach in Schieferdeckung, traufständig. Fassade fachwerksichtig, EG und 1. OG 1890 zu Wohnungen ausgebaut; 2. Oberstock auskragend auf horizontal profilierten Balkenköpfen, dazwischen Schiffskehlen mit Taustäben, Inschrift in der Setzschwelle mit Datierung „1614“. | 36516442 |      |
| Beekstraße 19 51° 54′ 17″ N, 10° 25′ 14″ O  | Nebengebäude         | Eingeschossiger Fachwerkbau mit Pultdach in Ziegeldeckung. Fassade fachwerksichtig. | 36575023 | BW   |
| Beekstraße 20 51° 54′ 17″ N, 10° 25′ 14″ O  | Wohnhaus             | Zweigeschossiger Fachwerkbau mit Satteldach in Schieferdeckung, traufständig. Fassade fachwerksichtig, Oberstock auskragend auf gerundeten Balkenköpfen, Setzschwelle mit Abfasungen zwischen den Balken, Brüstungsgefache mit doppelten Andreaskreuzen; Giebeldreieck verschalt. | 36516473 |      |
| Beekstraße 22 51° 54′ 18″ N, 10° 25′ 15″ O  | Wohnhaus             | Zweigeschossiger Fachwerkbau mit Satteldach in Ziegeldeckung und mittigem Zwerchhaus, traufständig; westlicher Hausteil eines Doppelwohnhauses. Fassade fachwerksichtig, mit schmalen Zwischengefachen; Giebelseite mit Schiefer verkleidet. | 36516504 |      |
| Beekstraße 23 51° 54′ 18″ N, 10° 25′ 16″ O  | Wohnhaus             | Zweigeschossiger Fachwerkbau mit Satteldach in Ziegeldeckung und mittigem Zwerchhaus, traufständig; östlicher Hausteil eines Doppelwohnhauses. Fassade fachwerksichtig, mit schmalen Zwischengefachen; Giebelseite mit Schiefer verkleidet. | 36516532 |      |
| Beekstraße 24 51° 54′ 18″ N, 10° 25′ 16″ O  | Wohnhaus             | Zweigeschossiger Fachwerkbau mit Satteldach in Ziegeldeckung, traufständig. Fassade fachwerksichtig, mit schmalen Zwischengefachen, Außengefache mit K-Streben ausgesteift; Nordostgiebel fachwerksichtig, Südwestgiebel mit Blechplatten verkleidet. | 36516566 |      |
| Beekstraße 24 51° 54′ 18″ N, 10° 25′ 17″ O  | Werkstatt            | Eingeschossiger Massivbau mit flach geneigtem Pultdach und westlich angegliedertem Garagenbau, frei stehend. Fassade mauerwerkssichtig, geschlemmt. | 36572228 |      |
| Beekstraße 26 51° 54′ 19″ N, 10° 25′ 17″ O  | Wohnhaus             | Zweigeschossiger Fachwerkbau mit Satteldach in Ziegeldeckung, traufständig; große mittige Dachgaube mit Dreiecksgiebel, flankiert von zwei kleinen Dachgauben. Fassade im EG fachwerksichtig, an der rechten Fassadenseite eine Toreinfahrt; OG mit Holz verschalt. Südwestgiebel mit Schiefer verkleidet, Nordostgiebel verputzt. | 36600914 |      |
| Beekstraße 32 51° 54′ 21″ N, 10° 25′ 20″ O  | Wohnhaus             | Zweigeschossiger Fachwerkbau mit Satteldach in Ziegeldeckung und mittigem Zwerchhaus, traufständig. Fassade fachwerksichtig, Gefache mit rotem Backsteinmauerwerk gefüllt; Giebelseite mit Schiefer verkleidet. | 36516599 |      |
| Beekstraße 33 51° 54′ 21″ N, 10° 25′ 21″ O  | Wohnhaus             | Doppelwohnhaus, errichtet 1907. Zweigeschossiger Fachwerkbau mit Satteldach in Ziegeldeckung und mittigem Zwerchhaus, traufständig. Fassade fachwerksichtig, mit schmalen Zwischengefachen; Zwerchhaus mit Holz verschalt. | 36516646 |      |
| Beekstraße 34 51° 54′ 21″ N, 10° 25′ 21″ O  | Wohnhaus             | Doppelwohnhaus, errichtet 1907. Zweigeschossiger Fachwerkbau mit Satteldach in Ziegeldeckung und mittigem Zwerchhaus, traufständig. Fassade fachwerksichtig, mit schmalen Zwischengefachen; Zwerchhaus mit Holz verschalt. | 36516646 |      |